# Isodontia aurifrons
Isodontia aurifrons är en biart som först beskrevs av Frederick Smith 1859.
Isodontia aurifrons ingår i släktet Isodontia och familjen grävsteklar. Inga underarter finns listade i Catalogue of Life.